# Voglio ridere/Ieri sera sognavo di te
Voglio ridere/Ieri sera sognavo di te è il 20° singolo discografico del gruppo musicale italiano dei Nomadi, pubblicato in Italia nel 1973 dalla Columbia.

## Tracce
1. Voglio ridere – 4:25 (Mario Migliardi, Paolo Limiti)
2. Ieri sera sognavo di te – 3:00 (Elide Suligoj, Maurizio Seymandi)

Durata totale: 7:25